# NGC 1089
NGC 1089 est une galaxie elliptique (ou lenticulaire ?) située dans la constellation de l'Éridan. NGC 1089 a été découverte par l'astronome américain Lewis Swift en 1886.

## Caractéristiques
Sa vitesse par rapport au fond diffus cosmologique est de 7 907 ± 30 km/s, ce qui correspond à une distance de Hubble de 116,6 ± 8,2 Mpc (∼380 millions d'al).
À ce jour, une mesure non basée sur le décalage vers le rouge (redshift) donne une distance d'environ 127,000 Mpc (∼414 millions d'al). Cette valeur est un tout juste à l'extérieur des valeurs de la distance de Hubble.